# Alblasserdam

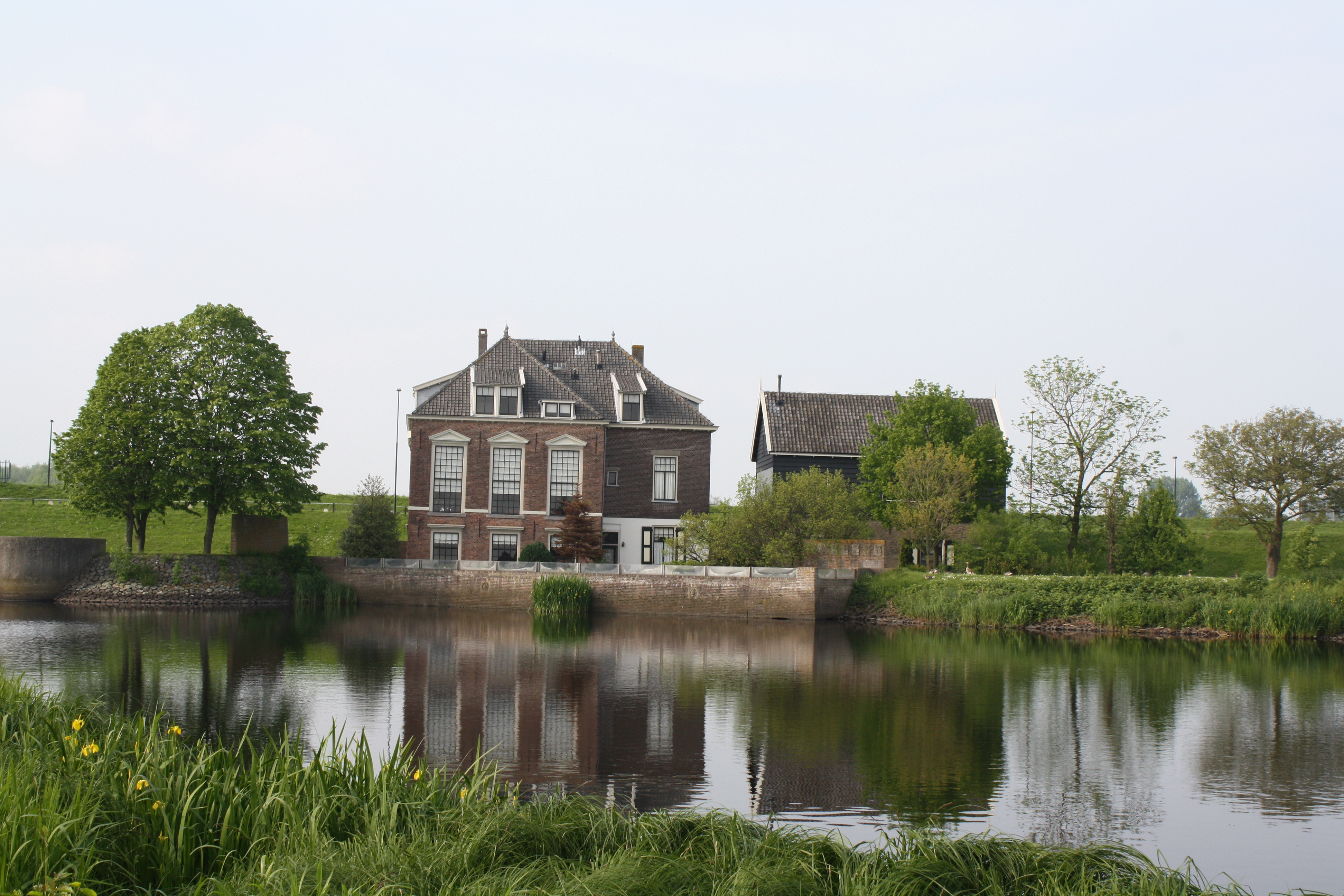
Bebyggelse.

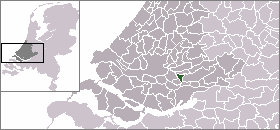
Lägeskarta

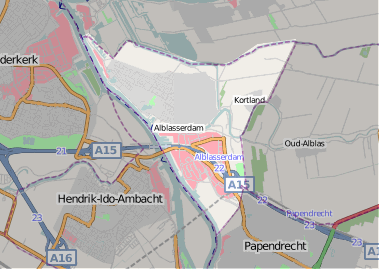
Alblasserdams karta.

Alblasserdam är en kommun i provinsen Zuid-Holland i Nederländerna. Kommunens totala area är 10,06 km² (där 1,27 km² är vatten) och invånarantalet är på 20 029 invånare (2018).